# Choeradodis columbica
Choeradodis columbica es una especie de mantis de la familia Mantidae.

## Distribución geográfica
Se encuentra en Colombia.